# 포 (장기)
포(包)는 장기에 사용되는 기물 중 하나이다. 시작할 때 양측이 각각 2개의 기물을 가지고 시작한다. 차(車), 마(馬), 상(象)과 함께 대기물(大棋物)에 속한다.

## 초기 배치
처음에 포를 배치할 땐, 가로선 3선의 32와 38에 배치되고, 8선의 82와 88에 배치된다.
판차림을 할 때 각 포의 위치에 따른 명칭은 다음과 같다.
- 32 & 82의 포 : 왼포
- 38 & 88의 포 : 오른포

## 기물의 이동
포의 기본적인 행마법은 다음과 같다.
다른 기물 한 개를 반드시 넘어야 상하 및 좌우로 다닐수 있다. 넘어 다닐 때 아군의 기물이든 적의 기물이든 상관이 없다. 다만 조건이 있다 포는 단독으로는 절대 움직일 수 없는 기물이다. 이 때문에 차에 의해 장기판 끝으로 몰려서 죽는 경우나 상 또는 마에 의해 도망칠 수 없는 각도에서 공격을 받아 죽는 경우가 빈번하다.

### 예외
포의 움직임에 대한 예외사항은 크게 두 가지가 있는데, 궁성에서의 포의 행마와 포의 제한된 행마이다.

#### 궁성에서의 포의 행마
차와 같이 궁성에서는 간선으로 기물을 넘어 이동이 가능하다.

#### 포의 제한된 행마
포는 자기 포든 상대 포든 포를 뛰어넘을 수가 없다.
- 위의 그림은 67포를 기준으로 움직임을 표기하였다.

또한 포는 상대편 포를 취할 수가 없다.
- 위의 그림을 보면 67의 포가 63의 포를 취할 수 없다.

## 포의 가치
점수제 방식의 대국에서는 각 기물의 점수적인 가치는 다음과 같다.
|             | 궁(장) | 차 | 포 | 마 | 상 | 사 | 졸·병 |
| 기물의 점수 | ∞      | 13 | 7  | 5  | 3  | 3  | 2     |

다른 장기 기물과 비교를 하였을 때, 점수를 보면 포는 7점이다. 흔히 차 다음으로 포가 가장 좋은 걸로 알려져 있으나, 상황에 따라 꼭 그렇진 않다. 특히 종반전 이후로 기물이 몇 개 남지 않았을 경우, 포 자체가 단독으로는 움직이지 못하는 기물이므로 이동이 상당히 한정되어 마가 포보다 더 좋은 상황이 벌어질 때도 있다. 또한 포는 한 번 움직이기 위해서는 경우에 따라서 2 ~ 3 수를 둬야 하기 때문(발판기물을 둬야 포가 움직일 수 있기 때문)에 다른 기물에 비해 불리한 점이 많다.
하지만 포는 방어를 위해서는 반드시 필요한 기물로서 초반에 포가 모두 잡히게 될 경우 궁은 상대방의 차와 포의 공격으로 인한 위협을 받게 된다. 때문에 포는 사 못지 않게 궁을 방어하기 위해서 아주 중요한 기물이다. 이 때문에 장기 초중반에 상이나 마로 상대방의 포를 노리는 경우가 많다.

## 샹치와의 차이점
- 한국식 장기에서는 포가 무조건 다른 기물을 넘어야 하지만 샹치에서는 그냥 움직일 때는 차처럼 이동하고 상대의 기물을 취할 때는 다른 기물을 넘어서 취해야 한다는 차이가 있다.
- 한국식 장기에서는 같은 포끼리 서로 넘거나 취할 수 없지만 샹치에서는 그렇지 않다.
- 한국식 장기에서는 궁성 안의 간선을 따라 움직이는 것이 가능하지만 샹치에서는 그렇지 않다.

## 관련 용어
- 궁중포 : 궁성의 정 중앙(처음 궁이 차려지는 위치)에 놓인 포를 말하며, 궁의 움직임을 제한하는 요인이 되기 때문에 나쁜 형태에 속한다.[1]
- 농포 : 자기의 포로 초반에 상대편 기물을 노리거나 포진을 교란시키는 행위를 말하거나 또는 교란시키는 그 포를 뜻한다.[2][1]
- 면포 : 궁성의 면 자리에 포를 배치시킨 형태.[1]
- 귀포 : 궁성의 귀 자리에 포를 배치시킨 형태.[1]
- 중포 : 궁성에서 왕이 놓인 위치의 양 옆자리에 포를 배치시킨 형태.[1]
- 하포 : 궁성의 맨 아래 3군데 자리에 포를 배치시킨 형태.[1]